# Desa Tegalaren (administrativ by i Indonesien, Jawa Tengah)
Desa Tegalaren är en administrativ by i Indonesien.   Den ligger i provinsen Jawa Tengah, i den västra delen av landet, 400 km sydost om huvudstaden Jakarta.